# Birkefigen
En birkefigen (Ficus benjamina), også kaldet stuebirk og kvælerfigen, er en figen, som vokser naturligt i Sydøstasien. Den hører hjemme i Nepal, i det nordlige Indien, Bangladesh, Burma, sydlige Kina, fra Malaysia til Salomonøerne og i det nordlige tropiske Australien.
I Sydøstasien er birkefigenen et træ, som kan blive op til 30 meter højt. Udenfor byen Kandy på Sri Lanka findes en birkefigen fra 1600-tallet.
Birkefigen kan få små grønne til orange frugter, som spises af nogle duearter.
Den bliver også kaldt kvælerfigen, da den i regnskoven kan omklamre et andet træ, som en slyngplante - og med tiden kvæle træet den voksede op af.

## Som indendørs plante og stueplante
Birkefigen er en meget populær potteplante og krukkeplante i Danmark, fordi den er let at passe og som kan klare dårlige vækstforhold. Birkefigen vil helst stå lyst, og kan blive ramt af plantesygdomme som trips, uldlus og skjoldlus. Birkefigen plejer at tabe bladene om efteråret og vinteren, men får nye om foråret og sommeren. Birkefigen er en almindelig indendørs plante og stueplante i private og offentlige lokaler som fx i venterum, bibliotek og entréhaller. I videnskabelige forsøg har stuebirk optaget og bundet giftige gasser fra luften, fx benzen, formaldehyd og xylen/toluen.

## Allergi
Allergi forekommer mod bladsaften og støvpartikler fra birkefigen. Pollenallergi forekommer også.

## Galleri
- Et kæmpeeksemplar af birkefigen i Sri Lanka
- Birkefigen i Queensland, Australien
- Stamme med lyskæde, Wilshire Boulevard, Los Angeles, Californien